# Partia Populistyczna
Partia Populistyczna (ang. People's Party, również Partia Ludowa) – amerykańska partia polityczna założona w 1892 roku.
W latach 80. XIX wieku uformowały się dwie koalicje, złożone z różnych organizacji farmerskich – Związek Południowy (Southern Alliance) i Związek Północny (Northern Alliance). Pod wpływem pogarszającej się na przełomie lat 80. i 90. sytuacji farmerów oraz innych grup zawodowych zamieszkałych w okręgach wiejskich (hodowcy bydła, lokalni kupcy, małomiasteczkowi wydawcy gazet itp.) obie koalicje zgodziły się w 1890 r. popierać w wyborach lokalnych kandydatów, którzy do swoich programów wpiszą działania na rzecz poprawy sytuacji tej kategorii ludności. W czerwcu 1892 r., przywódcy obu koalicji – Leonidas L. Polk, C.W. Macune, Ignatius Donnelly, Charles H. Van Wyck spotkali się w Omaha (Nebraska) w celu powołania nowej partii, alternatywnej wobec demokratów i republikanów. Powstała wówczas Narodowa Partia Populistyczna. W opracowanym przez Donnelly'ego programie przyjętym jako platforma wyborcza na rok 1892, partia znacznie wykraczała poza obronę wąsko pojętych interesów grupowych. Obok postulatów, których realizacja miała być spełnieniem żądań farmerów – nisko oprocentowane pożyczki federalne, utworzenie Wysyłkowego Banku Oszczędnościowego (Postal Savings Bank) – były również takie, jak hasła  upaństwowienia kolei, żeglugi parowej oraz telegrafów, czy bezpośredni wybór senatorów.

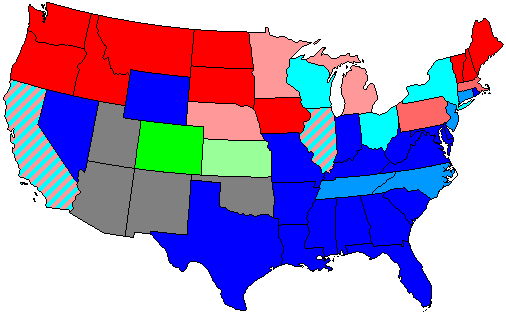
Zwycięstwa w wyborach 1892, Kolorado i Kansas, gdzie wygrała Partia Populistyczna na zielono

W tym samym roku kandydat tej partii na prezydenta James B. Weaver zebrał ponad milion głosów (9% wszystkich oddanych) i 22 głosy elektorskie. W wyborach do Kongresu uzyskali 12 miejsc, przeforsowali 3 gubernatorów. Wybory do Kongresu w 1894 r. dały populistom 6 miejsc w Senacie i 7 w Izbie Reprezentantów. W wyborach prezydenckich 1896 roku partia poparła kandydata demokratów Williama J. Bryana, który zgodził się popierać jej program. Wynik głosowania (6,5 mln głosów, 176 głosów elektorskich) upewnił przywódców populistycznych co do potrzeby wsparcia Bryana w czasie kolejnej elekcji. W 1900 r. wystąpił on jako nominat dwu partii – demokratycznej i populistycznej. Sojusz ten nie dał mu jednak zwycięstwa, a same wybory okazały się – głównie ze względu na stopniowo poprawiające się położenie farmerów – ostatnim tak poważnym wystąpieniem populistów na scenie politycznej kraju. Mimo spadku wpływów wysuwane hasła były realizowane przez administracje republikańskie T. Roosevelta i W.H. Tafta, bądź później przez demokratyczną administrację W. Wilsona.
| Wybory prezydenckie | Kandydat       | Głosy powszechne | Głosy elektorskie |
| ------------------- | -------------- | ---------------- | ----------------- |
| 1892                | James Weaver   | 1 024 280        | 22                |
| 1900                | Wharton Barker | 50 340           | 0                 |
| 1904                | Thomas Watson  | 114 051          | 0                 |
| 1908                | Thomas Watson  | 28 376           | 0                 |

| Wybory do Izby Reprezentantów | Liczba mandatów |
| ----------------------------- | --------------- |
| 1890                          | 8               |
| 1892                          | 11              |
| 1894                          | 9               |
| 1896                          | 22              |
| 1898                          | 5               |
| 1900                          | 5               |

| Wybory do Senatu | Liczba mandatów |
| ---------------- | --------------- |
| 1890             | 2               |
| 1892             | 3               |
| 1894             | 4               |
| 1896             | 5               |
| 1898             | 5               |
| 1900             | 2               |